# لوسينا (الفلبين)
لوسينا (بالإنجليزية: City of Lucena) هي مدينة عالية التحضر، في الفلبين، تتبع كزون ، وهي عاصمتها، بلغ عدد سكانها 266,248  نسمة في 2015، تبلغ مساحتها 80.21 كيلومتر مربع، رمزها البريدي هو 4300، و4301.

## الموقع
تشترك في الحدود مع:
- تاياباس.

## مدن توأم
المدن التوأم:
- ناغا.